# Óscar Ramírez Durand
Óscar Alberto Ramírez Durand, alias Camarada Feliciano, (Arequipa, 16 de marzo de 1953) es un político y terrorista peruano conocido por haber sido uno de los líderes de Sendero Luminoso, una organización armada de tendencia marxista-leninista-maoísta originada en Perú.

## Biografía
Es hijo de un general del Ejército peruano en situación de retiro, el segundo de siete hermanos hombres. Logró obtener la medalla de honor por excelencia académica en el Colegio San Francisco de Asís en Arequipa. Es aficionado al ajedrez. Estudió ingeniería electrónica y economía en la Universidad Nacional de Ingeniería donde es captado por unos estudiantes en el comedor universitario. Ramírez Durand pronto inicia sus actividades haciendo proselitismo político entre los estudiantes a la par que reclamaba por mejoras en las comidas. Abandona sus estudios a los 20 años para dedicarse a las acciones subversivas convocado por Abimael Guzmán para formar Sendero Luminoso. Se casó muy joven y tuvo cuatro hijos, a quienes también abandonó para entregarse de lleno a las actividades insurreccionales. 
Luego de que el líder Abimael Guzmán (alias "Presidente Gonzalo") fuera capturado por fuerzas policiales el 12 de septiembre de 1992 y tras su posterior rendición en 1993, Ramírez Durand asumió la dirección de la organización y junto la mayoría de los militantes proclamó que la «guerra popular» continuaba. Esta facción disidente de Sendero Luminoso fue conocida como «Proseguir (la guerra popular)» o «Sendero Rojo» y de él provienen las columnas senderistas que operaron en el valle del Huallaga y en el VRAEM.

## Captura
Feliciano fue capturado en un operativo de fuerzas especiales del Ejército peruano y de la Policía Nacional del Perú que duró 40 días, iniciándose en mayo de 1999 cuando oficiales de la Dirección Nacional Contra el Terrorismo (DINCOTE) detectaron que Feliciano planeaba realizar una campaña militar y de sabotaje a las elecciones presidenciales que se realizarían en la zona de Vizcatán, Junín, Huancavelica, Ayacucho y la Provincia del Huallaga en San Martín donde se desarrollaron numerosos operativos, controles de requisas y enfrentamientos dando de baja o captura a importantes lugartenientes del cabecilla de Sendero Rojo, hasta que en el pueblo de Cochas en cercanías de la ciudad de Huancayo, el 14 de julio de 1999 a las 4:45 a. m., fue capturado huyendo del plan cerco en la intersección de los poblados Cochas Grande y Cochas Chico por un control policial de la Comisaría el Tambo, y posteriormente fue entregado a los militares. Ramírez Durand acusó a Abimael Guzmán de haber causado un grave daño a la causa, por genocida y por su "personalidad psicopática posesiva y megalómana".

## Proceso judicial
Tras su captura buscó acogerse a colaboración eficaz revelando acciones realizadas por Abimael Guzmán. Fue sentenciado a cadena perpetua. El proceso seguido en su contra fue anulado y reiniciado, obteniendo finalmente en junio de 2006 una condena a 24 años en prisión. En la cárcel renegó de Sendero Luminoso y la "revolución" que esta organización decía haber iniciado. Cumple condena en la prisión de máxima seguridad ubicada en la Base Naval del Callao junto con cabecillas de la agrupación senderista y del MRTA.
El 11 de septiembre del 2018 se le hizo un nuevo juicio, en el cual su pena de 24 años fue cambiada a cadena perpetua, debido a que fue hallado culpable del atentado de Tarata ocurrido en 1992, junto con otros nueve integrantes de Sendero Luminoso.